# Cerkiew św. Dymitra w Stupovačy
Cerkiew św. Dymitra – prawosławna cerkiew w Stupovačy, w metropolii zagrzebsko-lublańskiej.
Pierwsza świątynia prawosławna na miejscu współczesnej cerkwi została wzniesiona w 1768 i w 1848 wyremontowana. W 1852 na jej miejscu wzniesiono nową świątynię, remontowaną w 1980 ze składek wiernych. W 1991 ikonostas znajdujący się w świątyni został zniszczony, podobnie jak całe wyposażenie świątyni, gdy została ona wysadzona przez chorwackich ekstremistów. Z obiektu przetrwała jedynie dzwonnica z dzwonami. Odbudowę cerkwi współfinansowali wierni prawosławni oraz chorwackie Ministerstwo Kultury.